# Конституция Латвийской ССР 1978 года
Вторая Конституция (Основной закон) Латвийской Советской Социалистической Республики (латыш. Latvijas PSR Konstitūcija (Pamatlikums)) была принята 18 апреля 1978 года на восьмой сессии Верховного Совета Латвийской ССР девятого созыва. Она состояла из 173 статей.

## Структура
- I. Основы общественного строя и политики Латвийской ССР
  - Глава 1. Политическая система (ст. 1—9)
  - Глава 2. Экономическая система (ст. 10—18)
  - Глава 3. Социальное развитие и культура (ст. 19—27)
  - Глава 4. Внешняя политика и защита социалистического Отечества (ст. 28—30)
- II. Государство и личность
  - Глава 5. Гражданство Латвийской ССР. Равноправие граждан (ст. 31—36)
  - Глава 6. Основные права, свободы и обязанности граждан Латвийской ССР (ст. 37—67)
- III. Национально-государственное и административно-территориальное устройство Латвийской ССР
  - Глава 7. Латвийская ССР — союзная республика в составе Союза Советских Социалистических Республик (ст. 68—75)
  - Глава 8. Административно-территориальное устройство Латвийской ССР (ст. 76—77)
- IV. Советы народных депутатов Латвийской ССР и порядок их избрания
  - Глава 9. Система и принципы деятельности Советов народных депутатов (ст. 78—83)
  - Глава 10. Избирательная система (ст. 84—91)
  - Глава 11. Народный депутат (ст. 92—96)
- V. Высшие органы государственной власти и управления Латвийской ССР
  - Глава 12. Верховный Совет Латвийской ССР (ст. 97—114)
  - Глава 13. Совет Министров Латвийской ССР (ст. 115—123)
- VI. Местные органы государственной власти и управления в Латвийской ССР
  - Глава 14. Местные Советы народных депутатов (ст. 124—132)
  - Глава 15. Исполнительные комитеты местных Советов народных депутатов (ст. 133—139)
- VII. Государственный план экономического и социального развития Латвийской ССР и государственный бюджет Латвийской ССР
  - Глава 16. Государственный план экономического и социального развития Латвийской ССР (ст. 140—145)
  - Глава 17. Государственный бюджет Латвийской ССР (ст. 146—150)
- VIII. Правосудие, арбитраж и прокурорский надзор
  - Глава 18. Суд и арбитраж (ст. 151—163)
  - Глава 19. Прокуратура (ст. 164—167)
- IX. Герб, флаг, гимн и столица Латвийской ССР (ст. 168—171)
- X. Юридическая сила Конституции Латвийской ССР и порядок её изменения (ст. 172—173)

## Изменения Конституции ЛатвССР
Существенные изменения в Конституцию были внесены в мае (о латышском языке как государственном) и июле 1989 года. В 1990 году из конституции были исключены положения о руководящей роли КПСС (вскоре данная норма была внесена и в Конституцию СССР), изменена государственная символика. Также в преддверии выборов Верховного Совета было сокращено число его депутатов (с 325 до 201). Согласно пункту 6 Декларации о восстановлении независимости Латвийской Республики от 4 мая 1990 года, было решено «считать возможным в переходный период применять нормы Конституции Латвийской ССР и другие законодательные акты, действующие на территории Латвии на момент принятия настоящего постановления, в той мере, в которой они не противоречат статьям 1, 2, 3 и 6 Конституции Латвийской Республики [1922 года]».
Конституция Латвийской ССР прекратила своё действие одновременно со вступлением в силу в полном объёме Сатверсме (Конституции) Латвийской Республики. Решение о вступлении Сатверсме в силу в полном объёме на своём первом заседании принял 5-й Сейм 6 июля 1993 года. После принятия Конституционного закона Латвии от 21 августа 1991 года, чтобы не совсем четкая формулировка второго предложения третьей статьи данного закона не привела к юридически-законодательному хаосу, Верховный Совет через 8 дней принял постановление «О применении законодательных актов Латвийской ССР на территории Латвийской Республики», где чётко повторил, что продолжают действовать Конституция и законы Латвийской ССР. Однако, по мнению латвийских правоведов Р. Балодиса и А. Карклини, Конституция ЛССР перестала быть действующей 21 августа 1991 года.